# Sloup se sochou svatého Václava (Chrudim)
Barokní pískovcový sloup se sochou svatého Václava od neznámého umělce se nalézá na travnatém plácku na křižovatce ulic Václavské a Novoměstské v okresním městě Chrudim. Sloup je od roku 1958 chráněn jako nemovitá kulturní památka ČR.

## Historie
Pískovcový sloup se sochou svatého Václava představuje takzvaný typ viničního sloupu - sloupu sloužícího k ochraně vinic. Sloup sestává z raně barokního dříku vysokého 5 m zdobeného reliéfem ratolestí vinné révy, které se šroubovitě vinou kolem sloupu. Sloup pochází z roku 1641, socha svatého Václava z roku 1702.
Sloup se původně nacházel v místě nad vinohrady, založenými na svazích nad Podkopanickým mlýnem.
V roce 1974 byl sloup povalen nákladním automobilem, který plastiku velmi vážně poškodil (později byla složitě restaurována). 

## Popis
Na travnatém plácku na křižovatce ulic Václavské a Novoměstské stojí na pískovcovém stupni čtyřhranný pilíř zakončený nahoře profilovanou římsou. Na všech čtyřech stranách podstavce jsou vytesány nápisy: 1. (přední strana) : Značka chrudimského měšťana Jana Maje a nápis : Letha panie. 2. (pravá strana) 1641 Tato pamatka Umuczeni Panie postavena ke czti a Bohu chwale S nakladem miesstienina Pana Jana Maje 3. (levá strana) Od Anny Bergamannowe z Lundenbergu dcery Pana Jana Maje postaveny 4. (zadní strana) S Waczlaw Letha 1702 astiastnie wyzdwizeny a k wieczssi ozdobie Tez ke czi a chwale Bozi.
Na římse pilíře stojí vysoký sloup ozdobený reliéfem ratolestí vinné révy. Na vrcholu sloupu je umístěn abakus se zlaceným letopočtem 1641.
Na abaku stojí socha svatého Václava v životní velikosti oděného v řasnatý šat se zlacenou svatováclavskou korunou na hlavě. Kníže v pravé ruce drží prapor, levou rukou se opírá o štít s reliéfem orlice.

## Fotogalerie

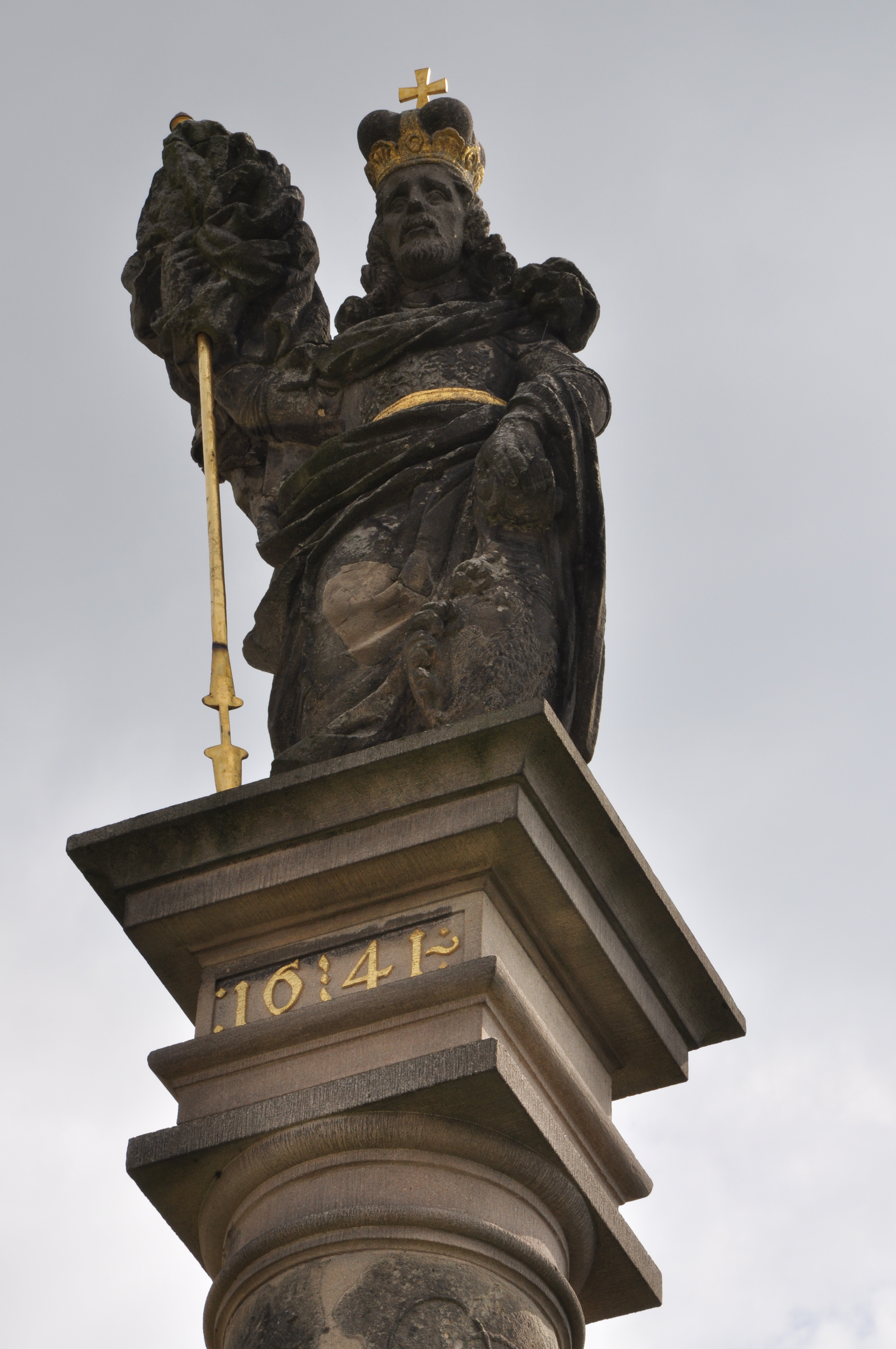
Detail sloupu se sochou svatého Václava v Chrudimi
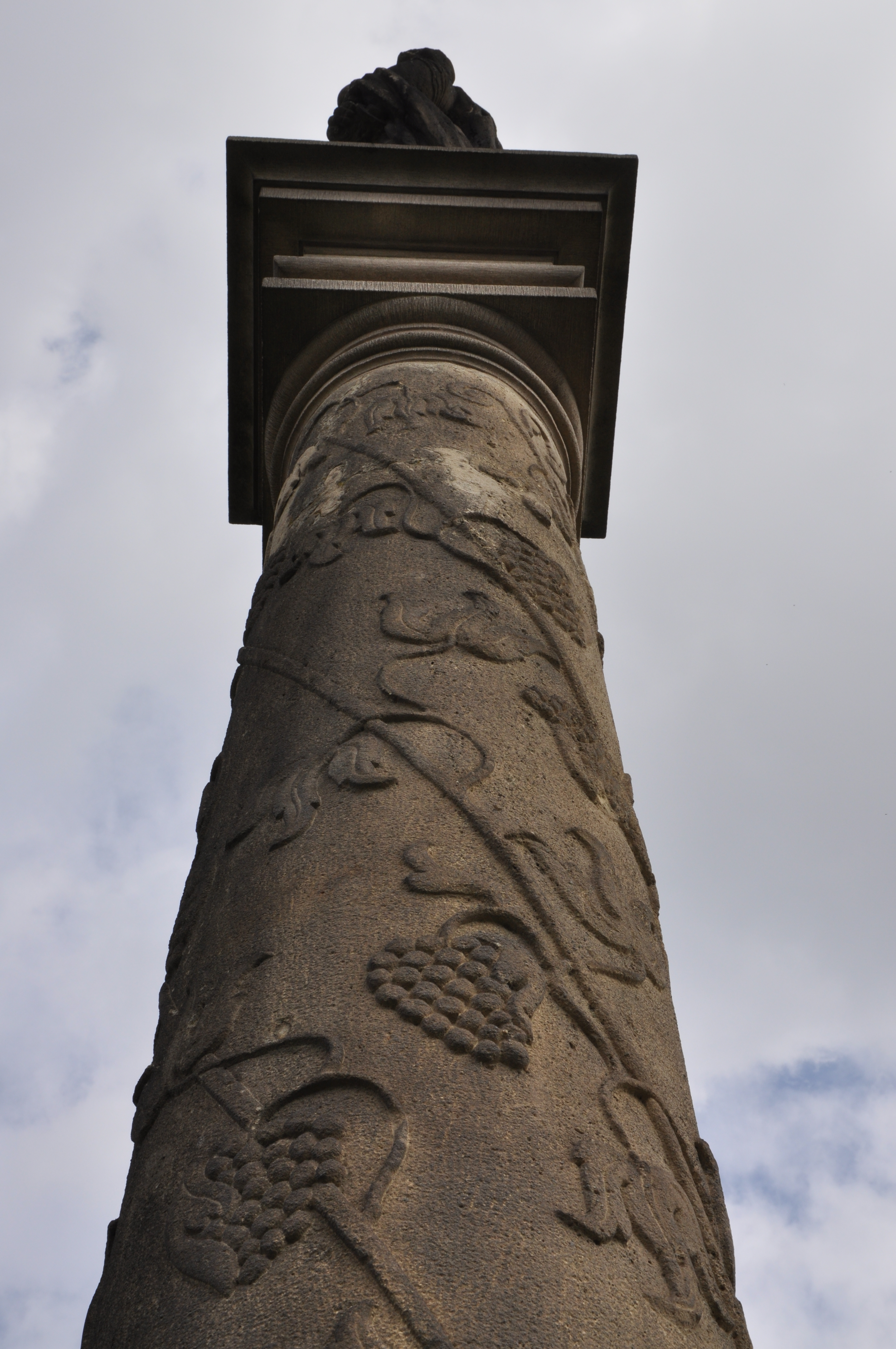
Detail sloupu se sochou svatého Václava v Chrudimi